# ICD-10
De ICD-10 is de tiende editie van de International Statistical Classification of Diseases and Related Health Problems.
Het is een internationaal gehanteerde lijst van ziekten, bijgehouden door de Wereldgezondheidsorganisatie.
Op 1 januari 2022 werd de ICD-10 opgevolgd door de ICD-11.
| Hoofdstuk | Categorie | Omschrijving                                                                                      |
| --------- | --------- | ------------------------------------------------------------------------------------------------- |
| I         | A00-B99   | Infectieziekten en parasitaire aandoeningen                                                       |
| II        | C00-D48   | nieuwvormingen                                                                                    |
| III       | D50-D89   | Ziekten van bloed en bloedvormende organen en bepaalde aandoeningen van het immuunsysteem         |
| IV        | E00-E90   | Endocriene ziekten en voedings- en stofwisselingsstoornissen                                      |
| V         | F00-F99   | Psychische stoornissen en gedragsstoornissen                                                      |
| VI        | G00-G99   | Ziekten van zenuwstelsel                                                                          |
| VII       | H00-H59   | Ziekten van oog en adnexen                                                                        |
| VIII      | H60-H95   | Ziekten van oor en processus mastoideus                                                           |
| IX        | I00-I99   | Ziekten van hart en vaatstelsel                                                                   |
| X         | J00-J99   | Ziekten van ademhalingsstelsel                                                                    |
| XI        | K00-K93   | Ziekten van spijsverteringsstelsel                                                                |
| XII       | L00-L99   | Ziekten van huid en subcutis                                                                      |
| XIII      | M00-M99   | Ziekten van botspierstelsel en bindweefsel                                                        |
| XIV       | N00-N99   | Ziekten van urogenitaal stelsel                                                                   |
| XV        | O00-O99   | Zwangerschap, bevalling en kraambed                                                               |
| XVI       | P00-P96   | Bepaalde aandoeningen die hun oorsprong hebben in perinatale periode                              |
| XVII      | Q00-Q99   | Congenitale afwijkingen, misvormingen en chromosoomafwijkingen                                    |
| XVIII     | R00-R99   | Symptomen, afwijkende klinische bevindingen en laboratoriumuitslagen, niet elders geclassificeerd |
| XIX       | S00-T98   | Letsel, vergiftiging en bepaalde andere gevolgen van uitwendige oorzaken                          |
| XX        | V01-Y98   | Uitwendige oorzaken van ziekte en sterfte                                                         |
| XXI       | Z00-Z99   | Factoren die de gezondheidstoestand beïnvloeden en contacten met gezondheidszorg                  |
| XXII      | U00-U99   | Coderingen voor speciale doeleinden                                                               |

## ICD10 Hoofdstuk I
ICD10 Hoofdstuk I betreft infectieziekten en parasitaire aandoeningen zoals die in de ICD-10 handleiding beschreven worden. Het gaat daarbij om de ICD10-codes A00 tot en met B99.
I Bepaalde infectieziekten en parasitaire aandoeningen (A00-B99)
Inclusie:
- ziekten die algemeen worden beschouwd als besmettelijk of overdraagbaar

Exclusies:
- bepaalde gelokaliseerde infecties - zie hoofdstukken van betreffende orgaanstelsels
- drager of vermoedelijke drager van infectieziekte (Z22)
- infectieziekten en parasitaire aandoeningen als complicatie van zwangerschap, bevalling en kraambed behalve obstetrische tetanus en
- ziekten door Humaan Immunodeficiëntievirus hiv (O98.-)
- infectieziekten en parasitaire aandoeningen specifiek voor perinatale periode [behalve tetanus neonatorum, congenitale syfilis, perinatale gonokokkeninfectie en perinatale ziekte door Humaan Immunodeficiëntievirus (hiv) (P35-P39)
- influenza en overige acute luchtweginfecties (J00-J22)

Dit hoofdstuk bevat de volgende blokken:
| A00-A09 | Intestinale infecties                                                      |
| A15-A19 | Tuberculose                                                                |
| A20-A28 | Bepaalde bacteriële zoönosen                                               |
| A30-A49 | Overige bacteriële ziekten                                                 |
| A50-A64 | Infecties met hoofdzakelijk seksuele overdracht                            |
| A65-A69 | Overige ziekten door spirocheten                                           |
| A70-A74 | Overige ziekten door chlamydiae                                            |
| A75-A79 | Rickettsiosen                                                              |
| A80-A89 | Virusinfecties van centraal zenuwstelsel                                   |
| A90-A99 | Door artropoden overgebrachte virale koorts en virale hemorragische koorts |
| B00-B09 | Virusinfecties gekenmerkt door huid- en slijmvliesafwijkingen              |
| B15-B19 | Virushepatitis                                                             |
| B20-B24 | Ziekte door Humaan Immunodeficientievirus (hiv)                            |
| B25-B34 | Overige virusziekten                                                       |
| B35-B49 | Schimmelziekten                                                            |
| B50-B64 | Ziekten door protozoën                                                     |
| B65-B83 | Wormziekten                                                                |
| B85-B89 | Pediculose, acariasis en overige infestaties                               |
| B90-B94 | Late gevolgen van infectieziekten en parasitaire aandoeningen              |
| B95-B97 | Bacteriële, virale en overige infectieuze agentia                          |
| B99-B99 | Overige infectieziekten                                                    |

## ICD10 Hoofdstuk II
ICD10 Hoofdstuk II betreft nieuwvorming (gezwel) zoals die in de ICD-10-handleiding van ziektes beschreven worden. Het gaat daarbij om de ICD10-codes C00 tot en met D48 en omvat zowel de goedaardige als de kwaadaardige gezwellen.
- C00-C97 Maligne neoplasmata
- D00-D09 Neoplasmata in situ
- D10-D36 Benigne neoplasmata
- D37-D48 Neoplasmata met onzeker of onbekend gedrag

## ICD10 Hoofdstuk III
ICD10 Hoofdstuk III betreft ziekten van bloed en bloedvormende organen en bepaalde aandoeningen van het immuunsysteem, gerangschikt volgens de ICD-10, Klasse III (D50-D89).
Deze categorie bevat de volgende onderdelen:
- D50-D53 Voedingsanemieën
- D55-D59 Hemolytische anemieën
- D60-D64 Aplastische anemie en overige anemieën
- D65-D69 Stollingsstoornissen, purpura en overige hemorragische aandoeningen
- D70-D77 Overige ziekten van bloed en bloedvormende organen
- D80-D89 Bepaalde aandoeningen waarbij het immuunsysteem betrokken is

## ICD10 Hoofdstuk IV
ICD10 Hoofdstuk IV betreft endocriene ziekten en voedings- en stofwisselingsstoornissen, gerangschikt volgens de ICD-10, Klasse IV (E00-E90)
| E00-E07 | Aandoeningen van schildklier                                         |
| E10-E14 | Diabetes mellitus                                                    |
| E15-E16 | Overige stoornissen van glucoseregulatie en interne pancreassecretie |
| E20-E35 | Aandoeningen van overige endocriene klieren                          |
| E40-E46 | Ondervoeding                                                         |
| E50-E64 | Overige voedingsdeficiënties                                         |
| E65-E68 | Vetzucht en andere overvoeding                                       |
| E70-E90 | Stofwisselingsstoornissen                                            |

## ICD10 Hoofdstuk V
ICD-10 Hoofdstuk V omvat psychische stoornissen en gedragsstoornissen, gerangschikt volgens de tiende editie van de International Statistical Classification of Diseases and Related Health Problems. Dit hoofdstuk omvat de codes F00 tot F99.
In tegenstelling tot andere hoofdstukken van de ICD-10, worden de definities van iedere groep stoornissen van hoofdstuk V uitgebreid beschreven door de WHO, zodat geen betwisting kan bestaan van de juiste code die moet worden toegekend aan de vastgestelde psychiatrische aandoeningen.
- F00-F09 Organische, inclusief symptomatische, psychische stoornissen
- F10-F19 Psychische stoornissen en gedragsstoornissen door gebruik van psychoactieve middelen
- F20-F29 Schizofrenie, schizotypische stoornissen en waanstoornissen
- F30-F39 Stemmingsstoornissen = affectieve stoornissen
- F40-F48 Neurotische stoornissen, stress-gebonden stoornissen en somatoforme stoornissen
- F50-F59 Gedragssyndromen samengaand met lichamelijke symptomen en stoornissen
- F60-F69 Persoonlijkheidsstoornissen en gedragstoornissen op volwassen leeftijd
- F70-F79 Zwakzinnigheid
- F80-F89 Stoornissen in psychische ontwikkeling
- F90-F98 Gedragsstoornissen en emotionele stoornissen die doorgaans op kinderleeftijd of in adolescentie beginnen
- F99-F99 Psychische stoornis, niet nader omschreven

## ICD10 Hoofdstuk VI
ICD10 Hoofdstuk VI omvat aandoeningen van het zenuwstelsel, gerangschikt volgens de ICD-10 (G00-G99)
- G00-G09 Ontstekingsprocessen van centraal zenuwstelsel
- G10-G13 Systeematrofieën die primair het centraal zenuwstelsel aantasten
- G20-G26 Extrapiramidale aandoeningen en aandoeningen met abnormale bewegingen
- G30-G32 Overige degeneratieve ziekten van zenuwstelsel
- G35-G37 Demyeliniserende ziekten van centraal zenuwstelsel
- G40-G47 Aandoeningen met episodisch verloop en paroxismaal verloop
- G50-G59 Zenuwaandoeningen, zenuwwortelaandoeningen en zenuwplexusaandoeningen
- G60-G64 Polyneuropathieën en overige aandoeningen van perifeer zenuwstelsel
- G70-G73 Ziekten van neuromusculaire overgang en spieren
- G80-G83 Cerebrale paralyse en overige paralytische syndromen
- G90-G99 Overige aandoeningen van zenuwstelsel

## ICD10 Hoofdstuk VII
Het International Statistical Classification of Diseases and Related Health Problems, Hoofdstuk VII betreft aandoeningen van het oog en de adnexen en betreft de volgende indeling:
| H00-H06 | Aandoeningen van ooglid, traanapparaat en orbita                                                   |
| H10-H13 | Aandoeningen van conjunctiva                                                                       |
| H15-H22 | Aandoeningen van sclera, cornea, iris en corpus ciliare                                            |
| H25-H28 | Aandoeningen van lens                                                                              |
| H30-H36 | Aandoeningen van choroidea en retina                                                               |
| H40-H42 | Glaucoom                                                                                           |
| H43-H45 | Aandoeningen van corpus vitreum en oogbol                                                          |
| H46-H48 | Aandoeningen van nervus opticus en optische banen                                                  |
| H49-H52 | Aandoeningen van oogspieren en stoornissen in binoculaire oogbewegingen, accommodatie en refractie |
| H53-H54 | Visuele stoornissen en blindheid                                                                   |
| H55-H59 | Overige aandoeningen van oog en adnexen                                                            |

## ICD10 Hoofdstuk VIII
ICD-10 Hoofdstuk VIII bevat aandoeningen van het menselijk oor en de processus mastoideus H60-H95
| H60-H62 | Aandoeningen van het uitwendig oor    |
| H65-H75 | Aandoeningen van middenoor en mastoïd |
| H80-H83 | Aandoeningen van het binnenoor        |
| H90-H95 | Overige aandoeningen van het oor      |

## ICD10 Hoofdstuk IX
ICD-10, Klasse IX betreft aandoeningen van hart- en vaatstelsel, gerangschikt volgens de ICD-10
| code    | omschrijving                                                               |
| ------- | -------------------------------------------------------------------------- |
| I00-I02 | Acuut reuma                                                                |
| I05-I09 | Chronische reumatische hartziekten                                         |
| I10-I15 | Hypertensieve ziekten                                                      |
| I20-I25 | Ischemische hartziekten                                                    |
| I26-I28 | Pulmonale hartziekten en ziekten van longcirculatie                        |
| I30-I52 | Overige hartziekten                                                        |
| I60-I69 | Cerebrovasculaire ziekten                                                  |
| I70-I79 | Ziekten van arteriën, arteriolen en capillairen                            |
| I80-I89 | Ziekten van venen, lymfevaten en lymfeklieren, niet elders geclassificeerd |
| I95-I99 | Overige en niet gespecificeerde aandoeningen van hart- en vaatstelsel      |

## ICD10 Hoofdstuk X
ICD-10, Klasse X (J00-J99) omvat aandoeningen van het ademhalingsstelsel, gerangschikt volgens de ICD-10
- J00-J06 Acute infecties van bovenste luchtwegen
- J09-J18 Influenza en pneumonie
- J20-J22 Overige acute infecties van onderste luchtwegen
- J30-J39 Overige aandoeningen van bovenste luchtwegen
- J40-J47 Chronische aandoeningen van onderste luchtwegen
- J60-J70 Longaandoeningen door uitwendige agentia
- J80-J84 Overige respiratoire aandoeningen die hoofdzakelijk interstitium aantasten
- J85-J86 Etterige en necrotische aandoeningen van onderste luchtwegen
- J90-J94 Overige aandoeningen van pleura
- J95-J99 Overige aandoeningen van ademhalingsstelsel

## ICD10 Hoofdstuk XI
ICD-10, Klasse XI (K00-K93) omvat aandoeningen van het spijsverteringsstelsel gerangschikt volgens de ICD-10
- K00-K14 Aandoeningen van mondholte, speekselklieren en kaken
- K20-K31 Aandoeningen van slokdarm, maag en duodenum
- K35-K38 Aandoeningen van appendix
- K40-K46 Hernia
- K50-K52 Niet-infectieuze enteritis en colitis
- K55-K63 Overige ziekten van darmen
- K65-K67 Aandoeningen van peritoneum
- K70-K77 Aandoeningen van lever
- K80-K87 Aandoeningen van galblaas, galwegen en pancreas
- K90-K93 Overige aandoeningen van spijsverteringsstelsel

## ICD10 Hoofdstuk XII
ICD-10, Klasse XII (L00-L99) uit de ICD-10 omvat de volgende aandoeningen:
- L00-L08 Infecties van huid en subcutis
- L10-L14 Bulleuze dermatosen
- L20-L30 Dermatitis en eczeem
- L40-L45 Papulosquameuze dermatosen
- L50-L54 Urticaria en erytheem
- L55-L59 Aandoeningen van huid en subcutis verband houdend met straling
- L60-L75 Aandoeningen van huidadnexen
- L80-L99 Overige aandoeningen van huid en subcutis

## ICD10 Hoofdstuk XIII
ICD-10, Klasse XIII (M00-M99) betreft ziekten van botspierstelsel en bindweefsel.
| M00-M25 | Artropathieën                                           |
| M30-M36 | Systeemziekten van bindweefsel                          |
| M40-M54 | Dorsopathieën                                           |
| M60-M79 | Aandoeningen van weke delen                             |
| M80-M94 | Osteopathieën en chondropathieën                        |
| M95-M99 | Overige aandoeningen van botspierstelsel en bindweefsel |

## ICD10 Hoofdstuk XIV
ICD-10, Klasse XIV (N00-N99) betreft aandoeningen van het urogenitaal stelsel gerangschikt volgens de ICD-10
| N00-N08 | Ziekten van glomeruli                                                                     |
| N10-N16 | Tubulo-interstitiële nierziekten                                                          |
| N17-N19 | Nierinsufficiëntie                                                                        |
| N20-N23 | Urolithiasis                                                                              |
| N25-N29 | Overige aandoeningen van nier en ureter                                                   |
| N30-N39 | Overige aandoeningen van urinewegen                                                       |
| N40-N51 | Ziekten van mannelijke geslachtsorganen                                                   |
| N60-N64 | Aandoeningen van mamma                                                                    |
| N70-N77 | Ontstekingsprocessen van vrouwelijke organen in bekken                                    |
| N80-N98 | Niet-inflammatoire aandoeningen van vrouwelijke geslachtsorganen                          |
| N99-N99 | Aandoeningen van urogenitaal stelsel na medische verrichting, niet elders geclassificeerd |

## ICD10 Hoofdstuk XV
ICD10 Hoofdstuk XV bevat aandoeningen van zwangerschap, bevalling en kraambed gerangschikt volgens de ICD-10 en wordt weergegeven met de codes O00-O99.
| code    | omschrijving                                                                                               |
| ------- | --- |
| O00-O08 | Zwangerschap eindigend in misgeboorte                                                                      |
| O10-O16 | Oedeem, proteïnurie en hypertensieve aandoeningen tijdens zwangerschap, bevalling en kraambed              |
| O20-O29 | Overige aandoeningen van moeder hoofdzakelijk verband houdend met zwangerschap                             |
| O30-O48 | Indicaties voor zorg bij moeder verband houdend met foetus en amnionholte en mogelijke bevallingsproblemen |
| O60-O75 | Complicaties van bevalling                                                                                 |
| O80-O84 | Bevalling                                                                                                  |
| O85-O92 | Complicaties hoofdzakelijk verband houdend met kraambed                                                    |
| O94-O99 | Overige obstetrische aandoeningen, niet elders geclassificeerd                                             |

## ICD10 Hoofdstuk XVI
ICD10 Hoofdstuk XVI bevat bepaalde aandoeningen die hun oorsprong hebben in perinatale periode ICD-10 en wordt weergegeven met de codes P00-P96.
- P00-P04 gevolgen voor foetus en pasgeborene door factoren van moeder en door complicaties van zwangerschap en bevalling
- P05-P08 stoornissen gerelateerd aan zwangerschapsduur en foetale groei
- P10-P15 geboortetrauma
- P20-P29 aandoeningen van ademhalingsstelsel en van hart en vaatstelsel specifiek voor perinatale periode
- P35-P39 infecties specifiek voor perinatale periode
- P50-P61 hemorragische en hematologische aandoeningen van foetus en pasgeborene
- P70-P74 voorbijgaande endocriene-stoornissen en stofwisselingsstoornissen specifiek voor foetus en pasgeborene
- P75-P78 aandoeningen van spijsverteringsstelsel van foetus en pasgeborene
- P80-P83 aandoeningen met betrekking tot huid en temperatuurregulatie van foetus en pasgeborene
- P90-P96 overige aandoeningen ontstaan in perinatale periode

## ICD10 Hoofdstuk XVII
ICD10 Hoofdstuk XVII betreft congenitale afwijkingen, misvormingen en chromosoomafwijkingen, volgens de indeling van ICD-10 met de codes (Q00-Q99).
| code    | omschrijving                                                |
| ------- | ----------------------------------------------------------- |
| Q00-Q07 | Congenitale misvormingen van zenuwstelsel                   |
| Q10-Q18 | Congenitale misvormingen van oog, oor, aangezicht en hals   |
| Q20-Q28 | Congenitale misvormingen van hart- en vaatstelsel           |
| Q30-Q34 | Congenitale misvormingen van ademhalingsstelsel             |
| Q35-Q37 | Gespleten lip en gespleten gehemelte                        |
| Q38-Q45 | Overige congenitale misvormingen van spijsverteringsstelsel |
| Q50-Q56 | Congenitale misvormingen van geslachtsorganen               |
| Q60-Q64 | Congenitale misvormingen van nier en urinewegen             |
| Q65-Q79 | Congenitale misvorming van botspierstelsel                  |
| Q80-Q89 | Overige congenitale misvormingen                            |
| Q90-Q99 | Chromosoomafwijkingen, niet elders geclassificeerd          |

## ICD10 Hoofdstuk XIX
ICD10 Hoofdstuk XIX omvat letsels, vergiftigingen en bepaalde andere gevolgen van uitwendige oorzaken volgens de ICD-10-indeling met codes (S00-T98)
| code    | omschrijving                                                                               |
| ------- | ------------------------------------------------------------------------------------------ |
| S00-S09 | Letsels aan hoofd                                                                          |
| S10-S19 | Letsels aan hals                                                                           |
| S20-S29 | Letsels aan thorax                                                                         |
| S30-S39 | Letsels aan buik, bekken, lumbale wervelkolom en onderste deel van rug                     |
| S40-S49 | Letsels aan schouder en bovenarm                                                           |
| S50-S59 | Letsels aan elleboog en onderarm                                                           |
| S60-S69 | Letsels aan pols en hand                                                                   |
| S70-S79 | Letsels aan heup en bovenbeen                                                              |
| S80-S89 | Letsels aan knie en onderbeen                                                              |
| S90-S99 | Letsels aan enkel en voet                                                                  |
| T00-T07 | Letsels van multipele lichaamsregio's                                                      |
| T08-T14 | Letsels aan niet gespecificeerd deel van romp, extremiteit of lichaamsregio                |
| T15-T19 | Gevolgen van corpus alienum binnengedrongen via natuurlijke lichaamsopening                |
| T20-T32 | Brandwonden en etsingen                                                                    |
| T33-T35 | Bevriezing                                                                                 |
| T36-T50 | Vergiftiging door geneesmiddelen en biologische stoffen                                    |
| T51-T65 | Toxische gevolgen van stoffen van overwegend niet-medicinale herkomst                      |
| T66-T78 | Overige en niet gespecificeerde gevolgen van uitwendige oorzaken                           |
| T79-T79 | Bepaalde vroege complicaties van trauma, niet elders geclassificeerd                       |
| T80-T88 | Complicaties van chirurgische en medische behandeling, niet elders geclassificeerd         |
| T90-T98 | Late gevolgen van letsels, van vergiftiging en van andere gevolgen van uitwendige oorzaken |